# Бреннан Севедж
Бреннан Едвард Севедж (англ. Brennan Edward Savage) — американський репер та співак з Лонг-Біч, Нью-Йорк.

## Біографія
Бреннан народився 7 квітня 1996 року у місті Лонг-Біч, Нью-Йорк. Його батько був пожежником, і став свідком подій 11 вересня, а мати була архітектором. Має молодшого брата. У віці 9 років, Бреннан разом з сім'єю переїхав до Сан-Дієго, та навчався там у школі.
Коли він закінчив навчання у старшій школі, разом зі своїм другом дитинства, Густавом Аром, переїхав у Лос-Анджелес, і жив разом з ним у Пасадіні. Там він вступив до університету Glendale Community College на факультет бізнес-адміністрування, але пізніше кинув його, щоб приділяти більше уваги музиці.

## Кар'єра
Під час життя разом з Lil Peep, той навчив Бреннана основам створення музики, а тому незабаром після цього, 24 лютого 2016 року вийшла перша його пісня, під назвою «U TOOK MY HEART», за участі його друга та музиканта NEDARB. 29 лютого на пісню вийшов відеокліп.
У березні 2016 Бреннан випустив свій перший реліз, що є збірником його перших пісень, під назвою «Savage».
5 вересня 2016 він випустив свій другий, але фактично перший повноцінний мікстейп під назвою «Gone For Good» (укр. «Пішов Назавжди»). Через деякий час, Бреннан видалив цей альбом зі свого SoundCloud аккаунту, залишивши тільки пісню «It's Not You, It's Me».
Через три місяці, 25 листопада, він випустив чотиритрековий мініальбом «Alive». Пісня «Look At Me Now» стала справжнім бенгером, зібравши, на травень 2022, 22 млн прослуховувань на SoundCloud, 137 млн на Spotify. 12 січня 2017 було випущено офіційний відеокліп на цю пісню, що зібрав 21 мільйон переглядів на травень 2022.
7 квітня 2017, на свій день народження, Бреннан, разом з американський продюсером John Mello, випустив мініальбом «Demolition». 26 квітня був випущений відеокліп на пісню «Afterlife».
7 жовтня у мережі з'явився його найбільший на той момент альбом під назвою «Badlands», в який увійшло 10 пісень, на 3 з яких взяли участь Lil Lotus, Saphir та Killstation.
У 2018 Бреннан разом з американським продюсером Fish Narc випустив 2 мініальбоми. Перший, під назвою «Garbage» було випущено 27 липня, наступний, «Drowning» — 4 жовтня.
2 квітня 2019 було випущено відеокліп на пісню «Tell Me Why», яка є синглом з першого студійного альбому «Tragedy», який було випущено 7 червня. Альбом містить 12 пісень, 2 з яких були зроблені разом з Lil Tracy і Killstation.
2020 року Бреннаном було випущено 2 колабораторських мініальбоми. Разом зі своїм давнім другом та продюсером NEDARB, мініальбом «From a Lonely Place» було випущено 10 квітня. 1 жовтня, разом зі своїм другом та продюсером PrettyHeartBreak, був випущений мініальбом «Slow Motion». Альбом має незвичне для Бреннана, експериментальне «попсове» звучання.
11 березня 2021 року Бреннан Севедж заявив про закінчення роботи над своїм другим студійним альбомом, і пізніше у твіттері він заявив, що це буде його останньою роботою: «Альбом „DARKROOM“ буде останньою музикою, яку я випускаю. Я багато працював над ним і сподіваюся, що вам сподобається. На превеликий жаль, мені просто ніяково бути частиною чогось, у чому повністю відсутня пристрасть. Цей шлях справді підвів мене. Я радий рухатися далі:)».
15 травня він випустив перший сингл з альбому під назвою «This Is Not a Love Song». Пізніше, того ж дня, він заявив: «Я зрозумів, що мені ще багато чого треба сказати і зробити. Я ніколи не перестану творити для вас», і видалив твіт про закінчення кар'єри. 12 червня було випущено другий сингл «Far Away», і вже 25 червня Бреннан Севедж випустив другий студійний альбом під назвою «DARKROOM». До альбому увійшло 15 пісень, 4 пісні з яких є фітами з Lil Tracy, Bobby Raps, Drippin So Pretty та Lil Lotus.
29 липня 2022 року вийшов черговий, третій студійний альбом під назвою «Till Death Do Us Part», до нього увійшло 12 пісень. В підтримку альбому, в день його виходу, було також випущено відеокліп на пісню «2029».
3 березня 2023 року Бреннан випустив «TEARS», — 4-трековий мікстейп, який він спродюсував повністю сам. В підтримку мікстейпу в день виходу було випущено кліп на пісню FOREVER. 1 травня Севедж випустив кліп на пісню TEARS.

## Дискографія

### Студійні альбоми
- 2019 — Tragedy
- 2021 — DARKROOM
- 2022 — Till Death Do Us Part
- 2023 — Tragedy II

### Мікстейпи
- 2016 — Savage
- 2016 — Gone For Good
- 2016 — Alive
- 2017 — Demolition
- 2017 — Badlands
- 2018 — Garbage
- 2018 — Drowning
- 2020 — From a Lonely Place
- 2020 — Slow Motion
- 2023 — TEARS